# Мюллер, Тодд
Тодд Майкл Мюллер (англ. Todd Michael Muller) в английской транскрипции Малер (/ˈmʌlər/; род. 23 декабря 1968, Окленд) — новозеландский политический деятель, лидер Национальной партии Новой Зеландии (2020).

## Биография
Родился 23 декабря 1968 года в фермерской семье, которая занималась производством молока в пригороде Окленда Папакура, а через пять лет после рождения Тодда переехала в Те Пуна (Бей-оф-Пленти), где приобрела плантацию киви. Мюллер активно участвовал в семейном бизнесе, из собственных доходов оплачивая своё обучение в университете Уаикато, а по его окончании пять лет работал в офисе премьер-министра Новой Зеландии Джима Болджера в середине 1990-х. Вернувшись в Бей-оф-Пленти, десять лет работал в агрокомпании Zespri, а затем занял должность генерального директора в компании Apata Group, специализирующейся в переработке и хранении киви. С 2011 года работал в крупнейшем молочном кооперативе Fonterra. В 2014 году избран в Палату представителей от округа Бей-оф-Пленти.
Убеждённый католик, в парламенте голосовал против легализации эвтаназии и либерализации абортов. Находясь в оппозиции, поддерживал правительственный законопроект Zero Carbon, ставивший целью полное прекращение на территории Новой Зеландии выброса парниковых газов в атмосферу.
22 мая 2020 года избран лидером Национальной партии, сменив в этой должности Саймона Бриджеса.
13 июля 2020 года, через 50 дней после избрания, ушёл в отставку, заявив, что не подходит для должности лидера партии и оппозиции.

## Личная жизнь
Тодд Мюллер женат на Мишель Мюллер, с которой познакомился в 1998 году. У них трое детей: Амелия, Брэдли и Эйми, которым в сентябре 2014 года было соответственно 6, 8 и 10 лет.